# Gigabyte Technology

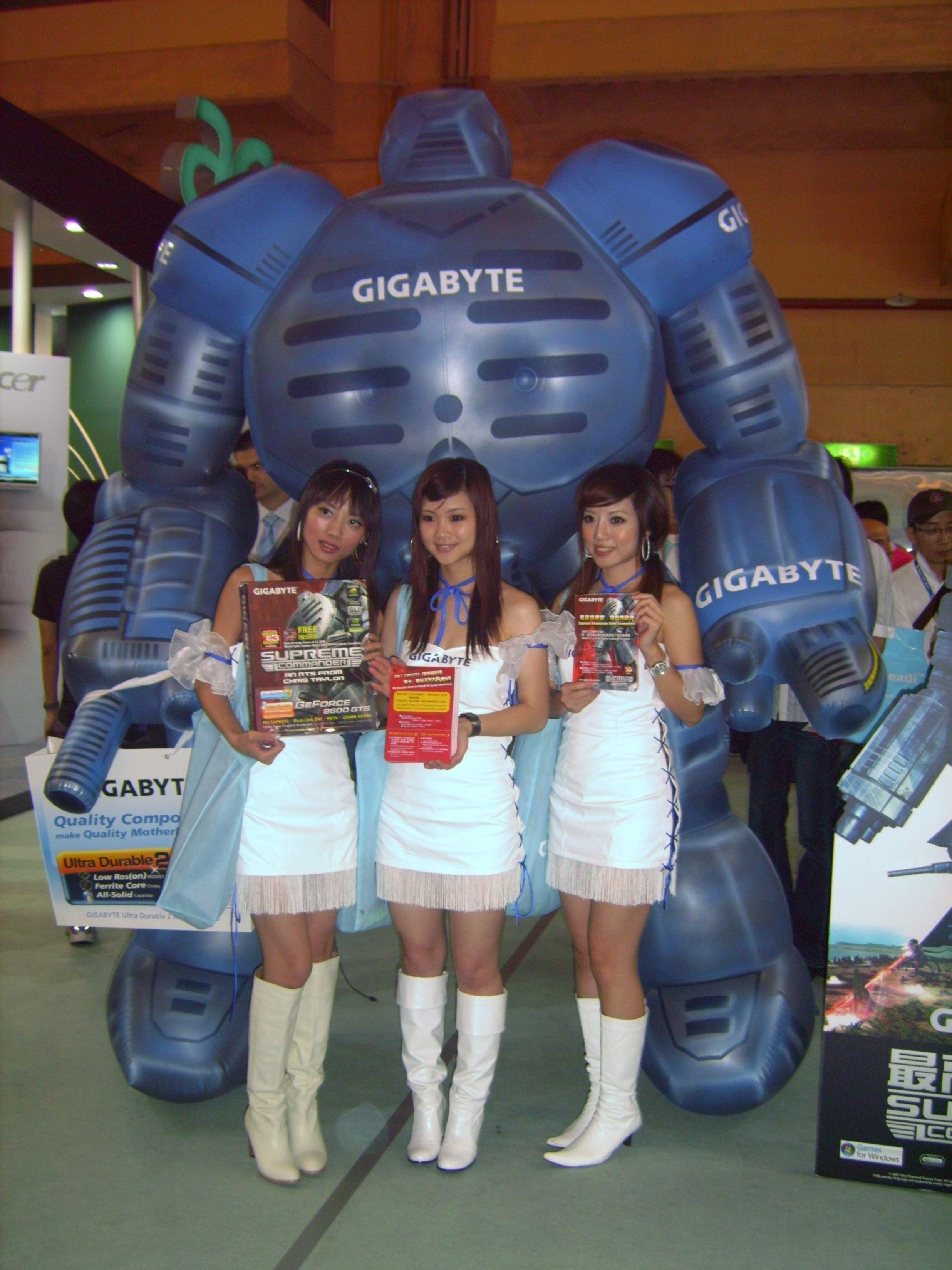
Modèles posant pour Gigabyte en juin 2007 durant le Computex

Pour l'unité de mesure de stockage en informatique, voir byte.

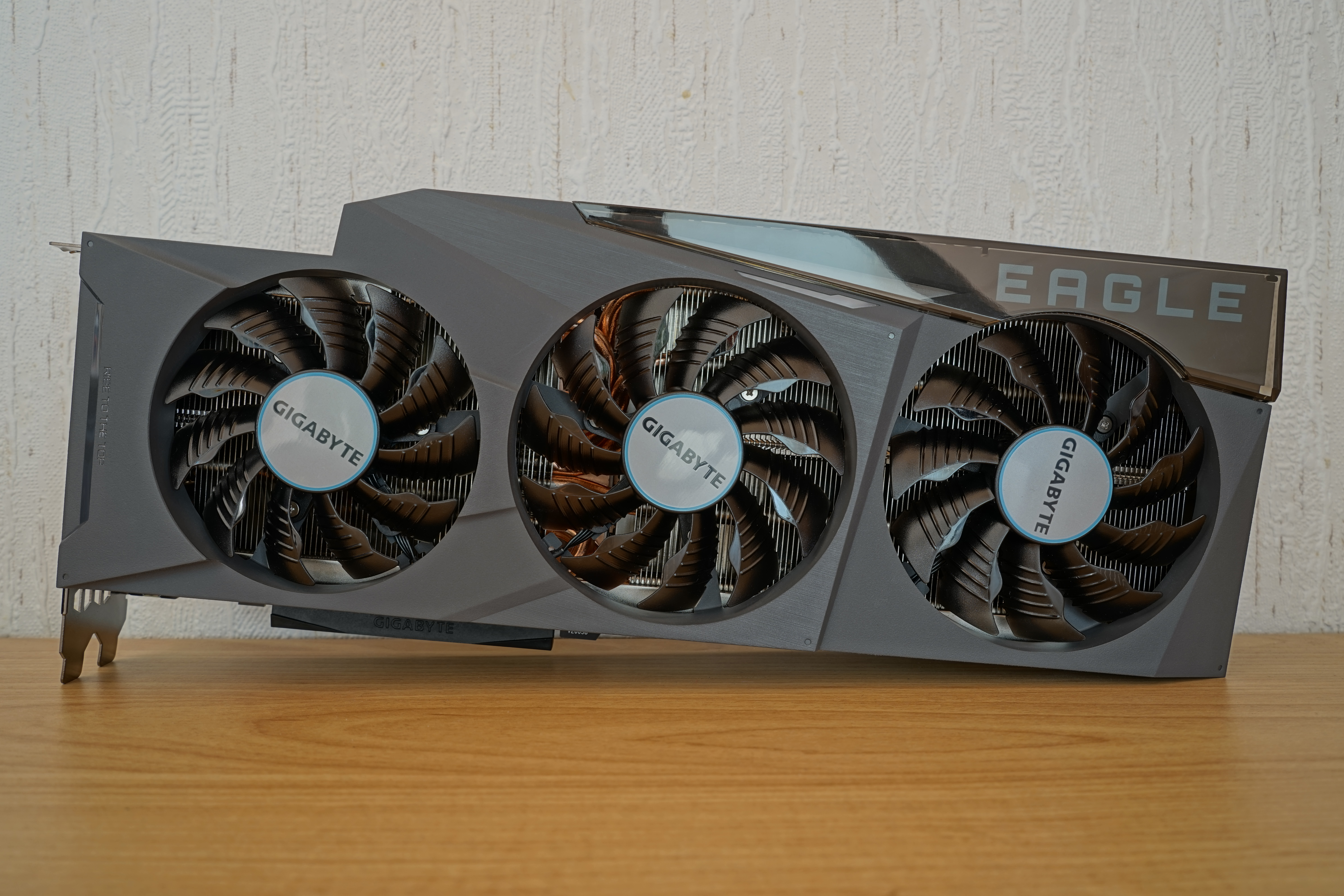
Carte graphique Gigabyte GeForce RTX 3090 (2020)

Gigabyte Technology (abrégé en Gigabyte) est une société taïwanaise spécialisée dans la conception, la fabrication et la distribution de matériel informatique. Fondée en 1986 par Yeh Pei-Cheng, Gigabyte est l'un des principaux fabricants mondiaux de cartes mères et de cartes graphiques, ainsi que d'autres composants et périphériques informatiques.

## Histoire

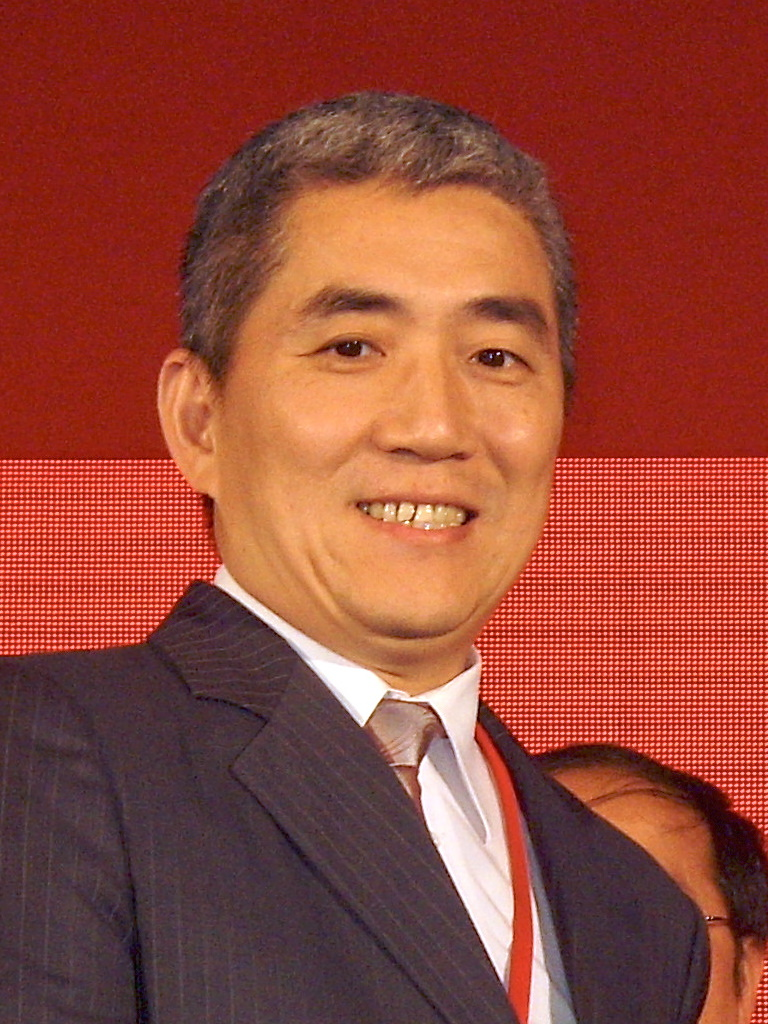
Le fondateur de Gigabyte, Pei-Cheng Yeh

Gigabyte Technology a été fondée en 1986 par Pei-Cheng Yeh.
L'une des caractéristiques clés mises en avant par Gigabyte sur ses cartes mères est sa construction « Ultra Durable », annoncée avec « tous les condensateurs solides ». Le 8 août 2006, Gigabyte a annoncé un partenariat avec Asus. En juillet 2007, Gigabyte a développé la première unité d'alimentation contrôlée par logiciel au monde.
Une méthode innovante pour charger les iPad et iPhone sur l'ordinateur a été introduite par Gigabyte en avril 2010. Gigabyte a lancé la première carte mère Z68 au monde le 31 mai 2011, avec une connexion mSATA pour les SSD Intel et Smart Response Technology (en). Le 2 avril 2012, Gigabyte a publié la première carte mère au monde avec des circuits intégrés de 60A de International Rectifier (en).
En 2023, des chercheurs de la société de cybersécurité spécialisée dans les micrologiciels Eclypsium ont déclaré que 271 modèles de cartes mères Gigabyte sont affectés par des vulnérabilités de type backdoor. Lorsqu'un ordinateur avec une carte mère Gigabyte affectée redémarre, un code dans le micrologiciel de la carte mère lance un programme de mise à jour qui télécharge et exécute un autre logiciel. Gigabyte a annoncé son intention de corriger ces problèmes.
Le 3 janvier 2023, GIGABYTE Technology a annoncé la scission de sa division des solutions d'entreprise en une nouvelle entité indépendante, Giga Computing Technology. Cette filiale, entièrement détenue par GIGABYTE, se concentre exclusivement sur les solutions pour les serveurs et l'informatique haute performance. La séparation vise à permettre à GIGABYTE de se focaliser sur ses produits grand public, tels que les cartes mères, les GPU, les ordinateurs portables et les autres composants PC, tandis que Giga Computing poursuivra le développement et le support des solutions d'entreprise.

## Produits
Gigabyte propose une large gamme de produits, notamment :
- Cartes mères pour processeurs Intel et AMD
- Cartes graphiques basées sur les technologies de Nvidia, AMD et Ampere Computing (en)
- Alimentations électriques
- Ordinateurs portables
- Serveurs Giga Computing
  - CPU
  - GPU (y compris pour l'Intelligence artificielle, deep-learning, machine learning et inférence)
  - refroidissement liquide ou huile
- Moniteurs
- Périphériques réseau et de stockage

Gigabyte s'est également diversifié dans le secteur des équipements de jeu avec sa marque Aorus, spécialisée dans les produits destinés aux gamers, incluant des claviers, souris, et casques.

## Sites de production
Gigabyte possède des installations de production à Taïwan, à Nanping, ainsi qu'en Chine, à Ningbo et Dongguan. Ces usines produisent une large gamme de produits, y compris des cartes mères, des ordinateurs portables et d'autres composants matériels.

## Controverses
Le 11 mai 2021, des internautes ont découvert une déclaration controversée sur la page produit officielle des ordinateurs portables de Gigabyte. La société y affirmait : « Fidèles à une fabrication à Taïwan avec un contrôle qualité strict. Contrairement à d'autres marques qui optent pour des méthodes à bas coût en externalisant en Chine, au détriment de la qualité, Gigabyte s'engage à créer des composants et des ordinateurs portables de haute performance et de qualité supérieure. »
Ces propos ont rapidement suscité une vive polémique parmi les internautes en Chine continentale. En réaction, Gigabyte a immédiatement supprimé la page incriminée et publié des excuses sur son site web chinois. Dans un message d'excuses sur son compte officiel Weibo (AORUS Gigabyte Gaming), la société a admis que « certains mots et contenus étaient gravement inexacts, en raison d'une mauvaise gestion interne ». Elle a également précisé que ses lignes de production étaient majoritairement basées en Chine continentale, représentant plus de 90 % de sa capacité de production. En conséquence, les produits Gigabyte ont été retirés des principales plateformes de commerce électronique chinoises, telles que JD.com et Tmall. Les boutiques officielles de Gigabyte sur ces plateformes ont été vidées de leurs produits, ne laissant que des pages promotionnelles.
Le même jour, l'action de Gigabyte a chuté de 9,77 %, entraînant une perte de près de 82 milliards de dollars taïwanais (environ 19 milliards de RMB) en capitalisation boursière. Toutefois, lors du festival de shopping du 618, les opérations de Gigabyte sur JD.com et Tmall avaient déjà repris.
Le 17 mai 2021, à la suite de cette controverse, le président Yeh Pei-Cheng a démissionné de son poste de président de la filiale des ordinateurs portables. De plus, les employés impliqués, Chen Jun-Cheng et Xu Yue, ont été licenciés.